# 제16회 부산독립영화제
제16회 부산독립영화제는 2014년 11월 21일에 열린 시상식이다.

## 수상 및 후보

### 심사위원 특별상
- 어떤 오후 - 김민영 수상
- 하루 - 최수녕 수상
- 하루 - 임민혁 수상
- 하루 - 강보경 수상

### 기술창의상
- 수박 - 이주경 수상

### 내 마음의 영화상
- 부자 - 윤지수 수상

### 우수상
- 부자 - 윤지수 수상

### 남우연기상
- 귀로 - 임지웅 수상

### 여우연기상
- 대리 아빠 - 이정비 수상

### 메이드 인 부산
- 보름달 - 장현정
- 하루 - 최수녕 외 2명
- 락 - 이승후
- About Nitul - 석지영
- 수지프로젝트 - 전수빈
- 메모 - 박민수
- 내 겨울의 창을 열다 - 김창식
- 독 - 강송연
- 야행 - 이상현
- 부자 - 윤지수
- 사랑에 관한 비디오 - 오정석
- 피크닉 - 정다희
- 연 - 조정민
- 대리 아빠 - 임동익
- 귀로 - 김지원
- 어떤 오후 - 김민영
- 수박 - 이주경
- 기우 - 김나영
- 기록 ; Record - 노수진
- 겹, 시간의 결 - 장성윤
- 팬티도둑 - 김지선
- 너에게 - 조현우

### 딥포커스
- 슈가 힐 - 이송희일
- 남쪽으로 간다 - 이송희일
- 지난여름, 갑자기 - 이송희일
- 굿 로맨스 - 이송희일
- 백야 - 이송희일
- 불안 - 이송희일
- 야간비행 - 이송희일

### Inter-City
- 해바라기를 찾아서 - 유아사 노리코
- 폭발 직전 - 후지이 유스케
- 돌고 또 돌고 - 제이미 스톤
- 어느 여름 - 시바타 유마
- 문을 두드린다 - 이고르 슬레포브
- 죽음과 타냐 - 시오데 타이시
- 멍키 러브 엑스페리먼츠 - 에인슬리 헨더슨 외 1명

### Another Choice
- 하얀색은 더럽다 - 김휘근
- 투히엔 - 안성희
- Days - 박혜란
- 19:19 - 이윤미

### In-Between
- 우리 순이 - 김초희
- 그녀의 애인 - 조미혜
- 낙원동 - 최진영
- 북경 자전거 - 김종우
- 하나도 안 괜찮아 - 조규일
- 타이밍 - 김지연
- 어느 죽음에 관한 이야기 - 한동균

### 부산청소년영화
- 하늘로 - 임건형
- 개교기념일 - 류혜린
- 동그라미 - 김종일
- 리턴즈 - 김민권
- 불량학생 - 임고운
- 바나나우유와 딸기우유 그리고 초코우유 - 장정은
- 25시 - 남희윤
- 그 전학생 - 박기철
- 소년&소녀 - 조원희
- 땡큐포더뮤직 - 김선우
- 레지던트경비 - 이영호
- 술래잡기 - 김이현

### 부산독립장편영화
- 영도 - 손승웅
- 밀양 아리랑 - 박배일

### 한국독립영화제 연대 초청
- 소년을 위로해줘 - 강송연
- 관객과의 대화 - 고지수
- 돌세개 - 금태경
- 구더기 - 강현섭
- 레몬타임 - 임대형